# لئونهارد کاس
لئونهارد کاس (استونیایی: Leonhard Kass; ۲۲ اکتبر ۱۹۱۱ – ۲۳ نوامبر ۱۹۸۵) بازیکن فوتبال اهل استونی بود.
وی همچنین در تیم ملی فوتبال استونی بازی کرده‌است.